# Év Gyermekkönyve díj
Az Év Gyermekkönyve díjat (újabban Év Gyerekkönyve díj) az IBBY (International Board on Books for Young People, Gyermekkönyvek Nemzetközi Tanácsa) 2015-ben alakult magyar tagozata, a HUBBY – Magyar Gyerekkönyv Fórum által felkért szakmai zsűri ítéli oda öt kategóriában, melyekbe a kiadók jelölnek könyveket az előző év kiadványaiból. Az öt kategória: (1) az Év Gyerekkönyv írója, (2) az Év Ifjúsági Könyv írója, (3) az Év Illusztrátora, (4) az Év Fordítója és (5) az Év Leginnovatívabb Könyve, melyekhez 2020-től további két új járul: a Gyerekkönyvírói (0-6 éves korig) díj és az Ismeretterjesztő Könyv díj. Ezen kívül kiosztásra kerül a gyerekzsűri néhány díja, valamint a HUBBY-díj, melyet a gyerekirodalom területén régóta működő meghatározó szerzőnek vagy műhelynek adományoznak a HUBBY elnökségének megítélése alapján. A díjak a Petőfi Irodalmi Múzeum, valamint a Bookline jóvoltából pénzjutalommal is járnak.
A díj 2000 óta kerül rendszeresen kiosztásra (korábban IBBY-díj néven), ezzel az egyik legrangosabb magyar gyerekirodalmi elismerésnek számít. A díjakat ünnepélyes keretek között többnyire az Ünnepi könyvhét során adják át.

## A díjazás menete
Az Év Gyerekkönyve díj zsűrije minden évben új tagokból áll össze, de azonos szempontok alapján. A zsűri tagjait a díj öt kategóriájának (2020-tól hét kategóriájának) megfelelő szakterületről választják ki.
A kiadók december 31-ig nevezik az adott évben megjelent könyveiket a nevezett kategória feltüntetésévél. Nevezési díj nincsen, csupán 3 példányt kell eljuttatni a zsűri részére.
Az öttagú zsűri a nevezett könyvekből állít össze egy 5-6 könyvből álló rövid listát, ún. shortlistet, melyet általában április során tesz közzé a HUBBY. Ezt követően csatlakozik a zsűri munkájához az elnök, akivel egy közös megbeszélés során döntenek a kategóriagyőztes könyvekről, amelyek csak a shortlisten szereplő könyvek közül kerülhetnek ki.
A díjátadó általában az Ünnepi könyvhét egyik kiemelt rendezvénye. A nevezett könyvek 3 példányából 1 példányt a HUBBY saját költségén eljuttat a Nemzetközi Gyerekkönyvtárba, 1 példányt a Fordítástámogatási Iroda a magyar gyerekkönyvek népszerűsítésére használ fel, 1 példány pedig részt vesz abban a projektben, melynek során a nevezett könyvek hátrányos helyzetű magyarországi iskolák könyvtárába jutnak el.
A HUBBY a díjazott könyvek közül tesz javaslatot az IBBY Honour Listjére, mely az egyik legrangosabb nemzetközi gyerekirodalmi elismerésnek számít.

## Legfrissebb Év Gyerekkönyve díjas szerzők

### 2020
A 2020-ban megjelent gyermek- és ifjúsági könyvek közül hét kategóriában osztottak díjat. A korábbi öt díjhoz tehát két új járult: a Gyerekkönyvírói (0-6 éves korig) díj és az Ismeretterjesztő Könyv díj. A Hubby-díjat csak a kiadói kategóriában adták ki. A díjakat ezúttal a 2021. tavaszi Margó Irodalmi Fesztiválon hirdették ki és adták át. A gyerekzsűri díjainak odaítélését őszre halasztották.

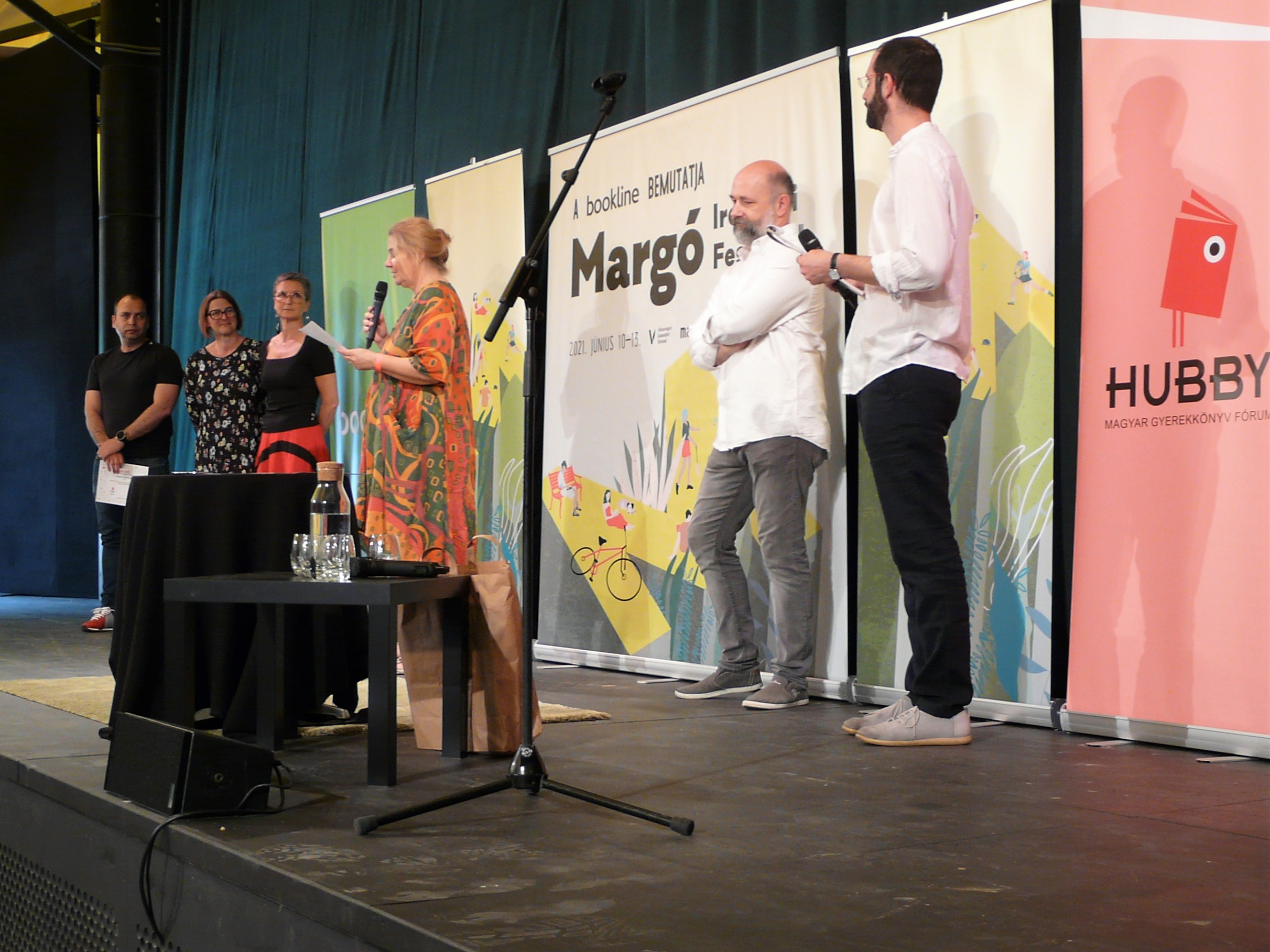
A Csimota Könyvkiadó három képviselője a HUBBY-különdíj átvételekor (a kép bal oldalán). Margó Irodalmi Fesztivál, 2021

- Az Év Gyerekkönyv írója díj (6 év alatti kategória): Dániel András (A kuflik és az elveszett folt, Pozsonyi Pagony)
- Az Év Gyerekkönyv írója díj (12 év alatti kategória): Kiss Ottó (A bátyám öccse, Pozsonyi Pagony)
- Az Év Ifjúsági Könyv írója díj (12 év feletti kategória): Lipták Ildikó (Csak neked akartunk jót, Csimota Könyvkiadó)
- Az Év Illusztrátora díj: Grela Alexandra (A vakok és az elefánt – Papírszínház, Csimota Könyvkiadó)
- Az Év Fordítója díj: Érsek-Obádovics Mercédesz (Az utolsó bárány, Scolar Kiadó)
- Az Év Leginnovatívabb Könyve: Amikor a kukák világgá mennek, Móra Könyvkiadó)
- Az Év Ismeretterjesztő Könyve: Tittel Kinga: A Duna kincsei, Kolibri Könyvkiadó)

A diákzsűri döntése a pandémiára való tekintettel elmaradt.

#### HUBBY-díj
- Kiadói díj: Csimota Könyvkiadó

## A kategóriák szerinti győztesek a korábbi években

### Év Gyerekkönyv írója díj
Az Év Gyerekkönyv írója díj a HUBBY – Magyar Gyerekkönyv Fórum által szervezett Év Gyermekkönyve díj egyik kategóriája, ami minden évben kiosztásra kerül az Ünnepi Könyvhét keretén belül. A kiadók által delegált, 12 éven aluliaknak szóló könyvek tartoznak ebbe a kategóriába. Az egyik legrangosabb magyar gyerekirodalmi díj. A 2021-es díjkiosztó óta a kategória ketté vált a 0-6 éves korosztálynak, valamint a 6-12 éves korosztály számára szóló könyvek szerint.

| Év   | Szerző        | Cím                           | Kiadó        | Jelöltek | Zsűri |
| ---- | ------------- | ----------------------------- | ------------ | --- | --- |
| 2022 |               |                               |              | Gimesi Dóra: Emma csöndje, Pagony Kiadó Majoros Nóra: Ramszesz 80 gyereke, Csimota Mészöly Ágnes: Barni titkos barátai, Pagony Kiadó Simonyi Cecília: Noé bárkája, Lampion Tasi Katalin: Lányka, tükörben, Pagony Kiadó     | Fábián László, tanár, Trefort Ágoston Gyakorló Gimnázium Gerhes Gábor, képzőművész Kelemen Réka, HUBBY - tag, irodalomszervező, gyerekirodalmi szakértő Kérchy Anna, egyetemi oktató, Szegedi Tudományegyetem BTK. Nádori Lídia, műfordító |
| 2021 | Bendl Vera    | Matyi tigrissel álmodik       | Pagony Kiadó | Kiss Judit Ágnes: Babaróka karácsonya, Pagony Kiadó Bendl Vera: Matyi tigrissel álmodik, Pagony Kiadó Tasi Katalin: A homoklakó, Csimota Könyvkiadó Krusovszky Dénes: Azóta őzike, Magvető Kiss Ottó: Annabé, Scolar Kiadó  | Gerhes Gábor, képzőművész, egyetemi oktató Fábián László, magyar szakos gimnáziumi vezetőtanár Kérchy Anna irodalmár, a Szegedi Tudományegyetem oktatója Nádori Lídia műfordító, a Magyar Műfordítók Egyesületének elnöke Szekeres Nikoletta szerkesztő, kritikus, a HUBBY – Magyar Gyerekkönyv Fórum elnöke                                                                                             |
| 2020 | Dániel András | A kuflik és az elveszett folt | Pagony Kiadó | Grecsó Krisztián: Belefér egy pici szívbe, Magvető Kiadó Kiss Judit Ágnes: Babaróka kistestvére, Pozsonyi Pagony Kiadó Kiss Ottó: A piros tengeralattjáró, Betűtészta Kiadó Tóth Krisztina: Kígyóuborka, Manó Könyvek Kiadó | Csatlós Judit, muzeológus, a Kassák Múzeum munkatársa Győrei Zsolt, író, fordító, a Színház- és Filmművészeti Egyetem tanára, a Károli Gáspár Református Egyetem óraadó tanára Hansági Ágnes, irodalomtörténész, a Szegedi Tudományegyetem tanára Halupa-Tiba Gabriella, könyvtárostanár, a Könyvtárostanárok Egyesületének kitüntetett tagja Péterfy Gergely, író Sándor Enikő, a HUBBY elnökségi tagja |

| Év   | Szerző        | Cím                       | Kiadó        | Jelöltek | Zsűri |
| ---- | ------------- | ------------------------- | ------------ | --- | --- |
| 2022 |               |                           |              | Bán Zsófia: Vagánybagoly és a negyedik Á, Pagony Jeney Zoltán: Balatoni kacsavész, Lampion könyvek Kemény Gabi: A konkrét hiúz, Móra Kiadó Molnár T. Eszter: Szafari az Ábránd-lakótelepen, Pagony Kiadó Nógrádi Gábor: Alattunk a kincs, Móra Kiadó Rádai Andrea:Tündérek a tajgán, Pagony Kiadó Wéber Anikó: A gondolatolvasó, Pagony Kiadó | Fábián László, tanár, Trefort Ágoston Gyakorló Gimnázium Gerhes Gábor, képzőművész Kelemen Réka, HUBBY - tag, irodalomszervező, gyerekirodalmi szakértő Kérchy Anna, egyetemi oktató, Szegedi Tudományegyetem BTK. Nádori Lídia, műfordító |
| 2021 | Laboda Kornél | Gavarin és az álomantenna | Pagony Kiadó | Laboda Kornél: Gavarin és az álomantenna, Pagony Kiadó Dér Adrienn: Egy Jeti lakik a pincénkben, Cerkabella Milbacher Róbert: A nagy kanizsár összeesküvés, Csimota Tasnádi István: Helló, Héraklész!, Pagony Kiadó Csehy Zoltán: Kimaradsz egy körből! Anser Kiadó                                                                           | Gerhes Gábor, képzőművész, egyetemi oktató Fábián László, magyar szakos gimnáziumi vezetőtanár Kérchy Anna irodalmár, a Szegedi Tudományegyetem oktatója Nádori Lídia műfordító, a Magyar Műfordítók Egyesületének elnöke Szekeres Nikoletta szerkesztő, kritikus, a HUBBY – Magyar Gyerekkönyv Fórum elnöke                                                                                             |
| 2020 | Kiss Ottó     | A bátyám öccse            | Pagony Kiadó | Dániel András: Nincs itt semmi látnivaló, Pozsonyi Pagony Kiadó Kertész Edina: Lajhár, a sztár, Manó Könyvek Kiadó Kertész Erzsi: Éjszakai kert. Misztikus meseregény, Cerkabella Könyvkiadó Szabó Borbála: A János vitéz-kód, Pozsonyi Pagony Kiadó Takács Mari: Bingaminga, Csimota Kiadó                                                   | Csatlós Judit, muzeológus, a Kassák Múzeum munkatársa Győrei Zsolt, író, fordító, a Színház- és Filmművészeti Egyetem tanára, a Károli Gáspár Református Egyetem óraadó tanára Hansági Ágnes, irodalomtörténész, a Szegedi Tudományegyetem tanára Halupa-Tiba Gabriella, könyvtárostanár, a Könyvtárostanárok Egyesületének kitüntetett tagja Péterfy Gergely, író Sándor Enikő, a HUBBY elnökségi tagja |

| Év   | Szerző                                        | Cím                                                    | Kiadó                          | Jelöltek | Zsűri |
| ---- | --------------------------------------------- | ------------------------------------------------------ | ------------------------------ | --- | --- |
| 2019 | Zalka Csenge Virág                            | Ribizli a világ végén                                  | Móra Kiadó                     | Bán Zsófia: Vagánybagoly és a harmadik á (Pagony Kiadó) Dániel András: Kuflik és a máshogyoszkóp (Pagony Kiadó) Varró Dániel: Csütörtök, a kisördög (Jelenkor Kiadó) Wéber Anikó: Cseresznyeliget titka (Pagony Kiadó) | Csatlós Judit, muzeológus, a Kassák Múzeum munkatársa Győrei Zsolt, író, fordító, a Színház- és Filmművészeti Egyetem tanára, a Károli Gáspár Református Egyetem óraadó tanára Hansági Ágnes, irodalomtörténész, a Szegedi Tudományegyetem tanára Halupa-Tiba Gabriella, könyvtárostanár, a Könyvtárostanárok Egyesületének kitüntetett tagja Péterfy Gergely, író Tarr Ferenc, a HUBBY elnökségi tagja                              |
| 2018 | Keresztesi József                             | Csücsök avagy a nagy pudinghajsza                      | Móra Kiadó                     | Kiss Judit Ágnes – Babaróka ajándéka – Babaróka kertje (Pagony Kiadó) Kovács András Ferenc – Árdeli szép tánc (Gutenberg Kiadó) Várszegi Adél – Gibbon és Makákó (Csimota Kiadó) Kiss Noémi – Lámpaoltó Pöttyös néni (Pagony Kiadó) | Kaposi Dorka, művészettörténész,a Deák17 Gyermek és Ifjúsági Művészeti Galéria vezetője Simon Krisztina, Könyvtárostanárok Egyesületének elnöke Jeney Zoltán, HUBBY elnökségi tag, a Magyar Könyv- és Fordítástámogatási Iroda vezetője Mészáros Márton, irodalomtörténész, a Károli Gáspár Református Egyetem oktatója Návai Péter, az ELTE Radnóti Miklós Gyakorlóiskola magyar szakos tanára Péterfy Gergely, író, a zsűri elnöke |
| 2017 | Gimesi Dóra                                   | A Macskaherceg kilencedik élete                        | Pagony Kiadó                   | Varró Dániel-Szabó Borbála: Líra és Epika, Pagony Kiadó Tóth Krisztina: Felhőmesék, Magvető Kiadó Zalán Tibor: Háry – A rettentő magyar vitéz, Pagony Kiadó Kertész Erzsi: Fény Sebestyén, Cerkabella M. Kácsor Zoltán: Utazás Dínómdánomba – Zabaszauruszok 1., Kolibri Kiadó | Bacsó Péter – magyartanár, Eötvös József Gimnázium Hermann Zoltán – irodalomtörténész Pálfi Zsuzsanna – könyvtárostanár, Szentendrei Barcsay Jenő Általános Iskola Orosz Ildikó – újságíró, szerkesztő Varga Emőke – irodalomtörténész, főiskolai tanár Péterfy Gergely – író, a zsűri elnöke |
| 2016 | Elekes Dóra                                   | Dettikéről és más istenekről                           | Csimota Kiadó                  | Kertész Edina: Dodó nyomozó és az idomított cápa (Naphegy Kiadó) Kertész Erzsi: Panthera – A hógömb fogságában (Pagony Kiadó) Kertész Erzsi: Állati KávéZOO (Cerkabella Kiadó) Kertész Erzsi: Helló, Felség! – Göröngyös úti iskola (Cerkabella Kiadó) Király Levente: Van egy kutyánk... (Manó könyvek) Kiss Ottó: Ne félj, Apa! (Móra Kiadó) Kollár Árpád: Völgy, írta Tárkony (Csimota Kiadó) Lackfi János: Robban az iskola (Móra Kiadó) Mészöly Ágnes: Ez egy ilyen nap (Naphegy Kiadó) Szigeti Kovács Viktor: Lúna gyermekei (Ciceró Kiadó) | Bánfi Csilla – könyvtárostanár, a HUBBY elnökségének tagja Révész Emese – művészettörténész Varga Betti – irodalomkritikus, tanár Herédi Károly – irodalomkritikus, a HÍD folyóirat szerkesztője Gombos Péter – főiskolai tanár, a HUNRA alelnöke Péterfy Gergely – író, a zsűri elnöke |
| 2015 | Elekes Dóra Tóth Krisztina                    | A muter meg a dzsinnek A lány, aki nem beszélt         | Csimota Kiadó Móra Kiadó       | - | - |
| 2014 | Kollár Árpád                                  | Milyen madár                                           | Csimota Kiadó                  | | Besze Barbara – kritikus Csájiné Knézics Anikó – tanító Kucska Zsuzsanna – könyvtáros Rényi Krisztina – illusztrátor Szekeres Nikoletta – kritikus Gombos Péter – egyetemi oktató Pompor Zoltán – a HUBBY elnöke |
| 2013 | Tamás Zsuzsa Darvasi László                   | Macskakirálylány A 3 emeletes mesekönyv                | Naphegy Kiadó Magvető Kiadó    | | |
| 2012 | Tasnádi István                                | A kőmajmok háza                                        | Pagony Kiadó                   | | |
| 2011 | Nyulász Péter Lakatos István                  | Helka – A Burok-völgy árnyai Dobozváros                | Betűtészta Kiadó Magvető Kiadó | | |
| 2010 | Máté Angi                                     | Volt egyszer egy...                                    | Pagony Kiadó                   | | |
| 2009 | Bagossy László Schein Gábor                   | A sötétben látó tündér Irijám és Jonibe                | Pagony Kiadó Csodaceruza Kiadó | | |
| 2008 | Szíjj Ferenc Lackfi János                     | Zöldség Anna és a beszélő póniló Kövér Lajos aranykeze | Pagony Kiadó Noran Kiadó       | | |
| 2007 | Czigány Zoltán Kovács András Ferenc           | Csoda és Kósza Hajnali csillag peremén                 | Pagony Kiadó Magvető           | | |
| 2006 | Berg Judit                                    | Rumini                                                 | Pagony Kiadó                   | | |
| 2005 | Kántor Péter (líra) Scheer Katalin (próza)    | Kétszáz lépcső föl és le Nefelé                        | Móra Kiadó Noran Kiadó         | | |
| 2004 | Lackfi János                                  | A buta felnőtt                                         | Móra Kiadó                     | | |
| 2003 | Varró Dániel (líra) Böszörményi Gyula (próza) | Túl a Maszat-hegyen Gergő és az álomfogók              | Magvető Magyar Könyvklub       | | |
| 2002 | Darvasi László Lugosi Viktória                | Trapiti Hümmögő                                        | Magvető Noran                  | | |
| 2001 | Szijj Ferenc                                  | Szurokberek királyfi                                   | Jelenkor                       | | |
| 2000 | Nógrádi Gábor                                 | PetePite – Az apu én vagyok                            | Móra Kiadó                     | | |

### Év Ifjúsági Könyv írója díj
Az Év Ifjúsági Könyv írója díj a HUBBY – Magyar Gyerekkönyv Fórum által szervezett Év Gyermekkönyve díj egyik kategóriája, ami minden évben kiosztásra kerül az Ünnepi Könyvhét keretén belül. A kiadók által delegált, 12 éven felülieknek szóló könyvek tartoznak ebbe a kategóriába. Az egyik legrangosabb magyar ifjúsági irodalmi díj.

| Év   | Szerző                             | Cím                                | Kiadó                             | Jelöltek | Zsűri |
| ---- | ---------------------------------- | ---------------------------------- | --------------------------------- | --- | --- |
| 2022 |                                    |                                    |                                   | Bojti Anna: Csend apó kertje, Pagony Kiadó Dániel András: Jaj, ne már! - mondta a hal, Tilos az Á Könyvek Keszthelyi Gréta Kata: Vékony jégen, Menő Könyvek Szakács Eszter: Füstmágus, Tilos az Á Könyvek Péczely Dóra (szerk.): Tízig aludni – 25 kortárs és kortalan novella, Tilos az Á Könyvek | Fábián László, tanár, Trefort Ágoston Gyakorló Gimnázium Gerhes Gábor, képzőművész Kelemen Réka, HUBBY - tag, irodalomszervező, gyerekirodalmi szakértő Kérchy Anna, egyetemi oktató, Szegedi Tudományegyetem BTK. Nádori Lídia, műfordító |
| 2021 | Takács Zsuzsa                      | Spirálfüzet                        | Magvető                           | Takács Zsuzsa: Spirálfüzet, Magvető Madarász Éva: Hullámvasút, Móra Gáspár András Gáspár: Héjnélküli, Móra Ruff Orsolya: Volt egy ház, Manó Könyvek Péczely Dóra (szerk.): Szevasz – 25 kortárs novella, Tilos az Á Könyvek                                                                        | Gerhes Gábor, képzőművész, egyetemi oktató Fábián László, magyar szakos gimnáziumi vezetőtanár Kérchy Anna irodalmár, a Szegedi Tudományegyetem oktatója Nádori Lídia műfordító, a Magyar Műfordítók Egyesületének elnöke Szekeres Nikoletta szerkesztő, kritikus, a HUBBY – Magyar Gyerekkönyv Fórum elnöke |
| 2020 | Lipták Ildikó                      | Csak neked akartunk jót            | Csimota Kiadó                     | Balássy Fanni: Hol is kezdjem?, Tilos az Á Könyvek Huszti Gergely: Mesteralvók viadala, Ciceró Könyvstúdió Janikovszky Éva: Naplóm, 1938-1944, Móra Ferenc Ifjúsági Könyvkiadó Rojik Tamás: Szárazság, Pozsonyi Pagony Kiadó                                                                       | Csatlós Judit, muzeológus, a Kassák Múzeum munkatársa Győrei Zsolt, író, fordító, a Színház- és Filmművészeti Egyetem tanára, a Károli Gáspár Református Egyetem óraadó tanára Hansági Ágnes, irodalomtörténész, a Szegedi Tudományegyetem tanára Halupa-Tiba Gabriella, könyvtárostanár, a Könyvtárostanárok Egyesületének kitüntetett tagja Péterfy Gergely, író Sándor Enikő, a HUBBY elnökségi tagja                     |
| 2019 | Huszti Gergely                     | Mesteralvók hajnala                | Ciceró Könystúdió                 | Berg Judit – Az őrzők (Ecovit ) Fiala Borcsa – Balatoni nyomozás (Kolibri) Hajdú-Antal Zsuzsanna – Visszatérünk (Ciceró) Nyáry Luca – Vigyázat, törékeny! (Menő Könyvek) | Csatlós Judit, muzeológus, a Kassák Múzeum munkatársa Győrei Zsolt, író, fordító, a Színház- és Filmművészeti Egyetem tanára, a Károli Gáspár Református Egyetem óraadó tanára Hansági Ágnes, irodalomtörténész, a Szegedi Tudományegyetem tanára Halupa-Tiba Gabriella, könyvtárostanár, a Könyvtárostanárok Egyesületének kitüntetett tagja Péterfy Gergely, író Tarr Ferenc, a HUBBY elnökségi tagja                      |
| 2018 | Zágoni Balázs                      | A Gömb (Fekete fény 1.)            | Móra Könyvkiadó                   | Berg Judit – Drifter – A darknet nyomában (Ecovit) Dániel András – A nyúlformájú kutya (Tilos az Á Könyvek – Pagony) Majoros Nóra – Pityke és prém (Móra) Papp Dóra – Bolyongó (Ciceró) | Kaposi Dorka, művészettörténész,a Deák17 Gyermek és Ifjúsági Művészeti Galéria vezetője Jeney Zoltán, HUBBY elnökségi tag, a Magyar Könyv- és Fordítástámogatási Iroda vezetője Mészáros Márton, irodalomtörténész, a Károli Gáspár Református Egyetem oktatója Návai Péter, az ELTE Radnóti Miklós Iskola magyar szakos tanára Péterfy Gergely, író, a zsűri elnöke Simon Krisztina, Könyvtárostanárok Egyesületének elnöke |
| 2017 | Sepsi László                       | Ördögcsapás                        | Tilos az Á Könyvek (Pagony Kiadó) | Wéber Anikó – El fogsz tűnni (Pagony) Pacskovszky Zsolt – Titkos Mozi (Móra) Kalapos Éva – Muszáj?! (Menő Könyvek) Szokács Eszter – József (Csimota) | Bacsó Péter – magyartanár, Eötvös József Gimnázium Hermann Zoltán – irodalomtörténész Pálfi Zsuzsanna – könyvtárostanár, Szentendrei Barcsay Jenő Általános Iskola Orosz Ildikó – újságíró, szerkesztő Varga Emőke – irodalomtörténész, főiskolai tanár Péterfy Gergely – író, a zsűri elnöke |
| 2016 | Dávid Ádám, Gaborják Ádám (szerk.) | Jelen! – kortárs ifjúsági novellák | Mória Kiadó                       | Hajdú-Antal Zsuzsanna – Léggömbök (Ciceró) Kalapos Éva: Massza (Menő Könyvek) Mészöly Ágnes – Szabadlábon (Tilos az Á Könyvek – Pagony) Lackfi János – Szerelmi nyomozás (Scolar) Szabó Borbála – Nincsenapám, seanyám (Tilos az Á Könyvek – Pagony) Wéber Anikó – Az osztály vesztese (Pagony)    | Bánfi Csilla – könyvtárostanár, a HUBBY elnökségének tagja Révész Emese – művészettörténész Varga Betti – irodalomkritikus, tanár Herédi Károly – irodalomkritikus, a HÍD folyóirat szerkesztője Gombos Péter – főiskolai tanár, a HUNRA alelnöke Péterfy Gergely – író, a zsűri elnöke |
| 2015 | Kamarás István                     | Titkos kutatónapló                 | Luther Kiadó                      | - | - |
| 2014 | Lakatos István                     | Óraverzum                          | Magvető Kiadó                     | - | Besze Barbara – kritikus Csájiné Knézics Anikó – tanító, Gombos Péter – egyetemi oktató Kucska Zsuzsanna – könyvtáros Rényi Krisztina – illusztrátor Szekeres Nikoletta – kritikus Pompor Zoltán – a HUBBY elnöke |

### Év Illusztrátora díj
Az Év Illusztrátora díj a HUBBY – Magyar Gyerekkönyv Fórum által szervezett Év Gyermekkönyve díj egyik kategóriája, ami minden évben kiosztásra kerül az Ünnepi Könyvhét keretén belül. A kiadók által ebbe a kategóriába nevezett könyvek közül választja ki a szakmai zsűri, az előző évben melyik könyv, melyik illusztrátora érdemli meg az elismerést. Az egyik legrangosabb magyar gyerekirodalmi, illetve illusztrációs díj.

| Év   | Illusztrátor                         | Cím                                                 | Kiadó              | Jelöltek | Zsűri |
| ---- | ------------------------------------ | --------------------------------------------------- | ------------------ | --- | --- |
| 2022 |                                      |                                                     |                    | Hol készül a művészet? (Révész Emese – Grela Alexandra), Csimota Könyvkiadó Csodalámpa (Benedek Elek – Horváth Ildi), Scolar A fázóművész (Lázár Ervin – Kismarty-Lechner Zita), Móra 25 szelfi a reformok korából (Lőrincz László – Rátkai Kornél), Kolibri A ló (Turi Lilla – Turi Lilla), Csimota Könyvkiadó | Fábián László, tanár, Trefort Ágoston Gyakorló Gimnázium Gerhes Gábor, képzőművész Kelemen Réka, HUBBY - tag, irodalomszervező, gyerekirodalmi szakértő Kérchy Anna, egyetemi oktató, Szegedi Tudományegyetem BTK. Nádori Lídia, műfordító |
| 2021 | Nemes Anita                          | Mi leszek, ha nagy leszek?                          | Scolar Kiadó       | Mese a Mindenről, a Semmiről és más furcsa mesék (Tóth Gyula Gábor – Nagy Norbert), Csimota Könyvkiadó Nevető családfa (Lackfi János – Molnár Jacqueline), Móra Könyvkiadó Felhőpárna – Versek léten innen és túl (Ayhan Gökhan – Orosz Annabella), Petőfi Irodalmi Ügynökség Mi leszek, ha nagy leszek? (Illés Andrea – Nemes Anita), Scolar Kiadó Alvó nő rókával (Maros Krisztina), Csimota Könyvkiadó Megérett a meggy – Hétfőn heverünk (Kárpáti Tibor), Csimota Könyvkiadó | Gerhes Gábor, képzőművész, egyetemi oktató Fábián László, magyar szakos gimnáziumi vezetőtanár Kérchy Anna irodalmár, a Szegedi Tudományegyetem oktatója Nádori Lídia műfordító, a Magyar Műfordítók Egyesületének elnöke Szekeres Nikoletta szerkesztő, kritikus, a HUBBY – Magyar Gyerekkönyv Fórum elnöke |
| 2020 | Grela Alexandra                      | A vakok és az elefánt (hindu népmese)               | Csimota Kiadó      | Nincs itt semmi látnivaló, írta és illusztrálta Dániel András, Pozsonyi Pagony Kiadó Tóth Krisztina: Malac és Liba 3. – Gatyát fel!, illusztrálta Hajba László, Manó Könyvek Kiadó Kiss Ottó: A piros tengeralattjáró, illusztrálta Orosz Annabella, Betűtészta Kiadó Bingaminga, írta és illusztrálta Takács Mari, Csimota Kiadó | Csatlós Judit, muzeológus, a Kassák Múzeum munkatársa Győrei Zsolt, író, fordító, a Színház- és Filmművészeti Egyetem tanára, a Károli Gáspár Református Egyetem óraadó tanára Hansági Ágnes, irodalomtörténész, a Szegedi Tudományegyetem tanára Halupa-Tiba Gabriella, könyvtárostanár, a Könyvtárostanárok Egyesületének kitüntetett tagja Péterfy Gergely, író Sándor Enikő, a HUBBY elnökségi tagja                     |
| 2019 | Paulovkin Boglárka                   | Az orrszarvú és a madarak                           | Pagony Kiadó       | Várszegi Adél: És akkor jött még egy!, Grela Alexandra, (Csimota Kiadó) Kertész Edina: A milliomos szamár, Hajba László (Manó Könyvek) Kertész Erzsi: Állati vállalat – VirágZoo, Hanga Réka (Cerkabella Könyvek) Tóth Emese (szerk.): Egy kismadár kettőt lép, Nagy Diána (Naphegy Könyvkiadó) | Csatlós Judit, muzeológus, a Kassák Múzeum munkatársa Győrei Zsolt, író, fordító, a Színház- és Filmművészeti Egyetem tanára, a Károli Gáspár Református Egyetem óraadó tanára Hansági Ágnes, irodalomtörténész, a Szegedi Tudományegyetem tanára Halupa-Tiba Gabriella, könyvtárostanár, a Könyvtárostanárok Egyesületének kitüntetett tagja Péterfy Gergely, író Tarr Ferenc, a HUBBY elnökségi tagja                      |
| 2018 | Holló Kati                           | Azt mondták, válnak                                 | Betűtészta Kiadó   | Szegedi Katalin: A tündér csizmája (Pagony Kiadó) Orosz Annabella: Labirintó (Cerkabella Kiadó) Kürti Andrea: Mesepörgettyű (Gutenberg Kiadó) Farkas Róbert: Első könyvem a fénysebességről (Kolibri Kiadó) Igor Lazin: Sibi (Holnap Kiadó) | Kaposi Dorka, művészettörténész,a Deák17 Gyermek és Ifjúsági Művészeti Galéria vezetője Jeney Zoltán, HUBBY elnökségi tag, a Magyar Könyv- és Fordítástámogatási Iroda vezetője Mészáros Márton, irodalomtörténész, a Károli Gáspár Református Egyetem oktatója Návai Péter, az ELTE Radnóti Miklós Iskola magyar szakos tanára Péterfy Gergely, író, a zsűri elnöke Simon Krisztina, Könyvtárostanárok Egyesületének elnöke |
| 2017 | Békés Rozi                           | A vadhattyúk                                        | Scolar Kiadó       | Schmidt Cecília: Egyik kutya, másik eb (Csimota Könyvkiadó) Szegedi Katalin: Holle anyó birodalma (Cerkabella Könyvek) Kürti Andrea: Bodzabél (Gutenberg Kiadó) Pásztohy Panka: Pesti mese – Nagymamáknak és unokáknak (Pagony Kiadó) | Bacsó Péter – magyartanár, Eötvös József Gimnázium Hermann Zoltán – irodalomtörténész Pálfi Zsuzsanna – könyvtárostanár, Szentendrei Barcsay Jenő Általános Iskola Orosz Ildikó – újságíró, szerkesztő Varga Emőke – irodalomtörténész, főiskolai tanár Péterfy Gergely – író, a zsűri elnöke |
| 2016 | Dániel András                        | És most elmondom, hogyan liftezem                   | Pagony Kiadó       | Kasza Júlia: Nem mese (Pagony Kiadó) Molnár Jacqueline: Robban az iskola (Móra Kiadó) Nagy Norbert: A Völgy, írta Tárkony (Csimota Kiadó) Paulovkin Boglárka: Ez egy ilyen nap (Naphegy Kiadó) Simonyi Cecília: Kréta-rajz (Naphegy Kiadó) Treszner Barbara: Dettikéről és más istenekről (Csimota Kiadó) | Bánfi Csilla – könyvtárostanár, a HUBBY elnökségének tagja Révész Emese – művészettörténész Varga Betti – irodalomkritikus, tanár Herédi Károly – irodalomkritikus, a HÍD folyóirat szerkesztője Gombos Péter – főiskolai tanár, a HUNRA alelnöke Péterfy Gergely – író, a zsűri elnöke |
| 2015 | Remsey Dávid                         | Sündör és Niru                                      | Csimota Kiadó      | - | - |
| 2014 | Hanga Réka                           | Bidedombi szörnyhatározó                            | Cerkabella Könyvek | | Besze Barbara – kritikus Csájiné Knézics Anikó – tanító, Kucska Zsuzsanna – könyvtáros Rényi Krisztina – illusztrátor Szekeres Nikoletta – kritikus Gombos Péter – egyetemi oktató Pompor Zoltán – a HUBBY elnöke |
| 2013 | Molnár Jacqueline                    | Kapjátok el Tüdő Gyuszit!, illetve A Hétfejű Tündér | Móra Kiadó         | | |
| 2012 | Kárpáti Tibor                        | Tatok tatok                                         | Magvető Kiadó      | | |
| 2011 | Szántói Krisztián                    | Betyárvilág                                         | Móra Kiadó         | | |
| 2010 | Szalma Edit                          | Trapp                                               | Naphegy Kiadó      | | |
| 2009 | Rófusz Kinga                         | Irijám és Jonibe                                    | Csodaceruza Kiadó  | | |
| 2008 | Békés Rozi                           | Muzi                                                | Móra Kiadó         | | |
| 2007 | Takács Mari                          | Hajnali csillag peremén                             | Magvető Kiadó      | | |
| 2006 | Baranyai András                      | Szerintem mindenki maradjon otthon vasárnap délután | Móra Kiadó         | | |
| 2005 | Kalmár István                        | Az elvarázsolt város                                | Ciceró Kiadó       | | |
| 2004 | Kállai Nagy Kriszta, Szegedi Katalin |                                                     |                    | | |
| 2003 | Rényi Krisztina                      | Sárkánymese                                         | Móra Kiadó         | | |
| 2002 | Keresztes Dóra                       |                                                     |                    | | |
| 2001 | Roskó Gábor                          |                                                     |                    | | |
| 2000 | Vida Győző                           |                                                     |                    | | |

### Év Fordítója díj
Az Év Fordítója díj a HUBBY – Magyar Gyerekkönyv Fórum által szervezett Év Gyermekkönyve díj egyik kategóriája, ami minden évben kiosztásra kerül az Ünnepi Könyvhét keretén belül. A kiadók által ebbe a kategóriába nevezett könyvek közül választja ki a szakmai zsűri, az előző évben melyik könyv fordítója érdemli meg az elismerést. Az egyik legrangosabb magyar gyerekirodalmi, illetve fordítói díj.

| Év   | Fordító                         | Eredeti szerző: Cím                                 | Kiadó          | Jelöltek | Zsűri |
| ---- | ------------------------------- | --------------------------------------------------- | -------------- | --- | --- |
| 2022 |                                 |                                                     |                | Paddington megoldja (Michael Bond, Kövesdi Miklós Gábor), Mojzer kiadó, Ha lúd, legyen kövér! (Marta Guśniowska, Pászt Patrícia), Wonderland Alapítvány Egy essexi professzor elveszett naplója (Olga Černá, Pet'ovská Flóra), Csirimojó A farkas, akit Vándornak hívtak (Rosanne Parry, Rét Viktória), Pagony Kiadó Volt egyszer egy mackó (Jane Riordan, Szlukovényi Katalin), Móra | Fábián László, tanár, Trefort Ágoston Gyakorló Gimnázium Gerhes Gábor, képzőművész Kelemen Réka, HUBBY - tag, irodalomszervező, gyerekirodalmi szakértő Kérchy Anna, egyetemi oktató, Szegedi Tudományegyetem BTK. Nádori Lídia, műfordító |
| 2021 | N. Kiss Zsuzsa                  | Adam Kay: Testünk kívül-belül                       | Manó Könyvek   | Viharka (Julien Hervieux, Pacskovszky Zsolt), Móra Könyvkiadó Egy indián, mint te meg én (Erna Sassen, Rádai Andrea), Pagony Kiadó Akár egy kismadár (Marie Pavlenko, Tótfalusi Ágnes), Menő Könyvek Paddington külföldön (Michael Bond, Kövesdi Miklós Gábor), Mojzer Kiadó Testünk kívülről-belülről (Adam Kay, N. Kiss Zsuzsa), Manó Könyvek                                       | Gerhes Gábor, képzőművész, egyetemi oktató Fábián László, magyar szakos gimnáziumi vezetőtanár Kérchy Anna irodalmár, a Szegedi Tudományegyetem oktatója Nádori Lídia műfordító, a Magyar Műfordítók Egyesületének elnöke Szekeres Nikoletta szerkesztő, kritikus, a HUBBY – Magyar Gyerekkönyv Fórum elnöke |
| 2020 | Érsek-Obádovics Mercédesz       | Ulrich Hub: Az utolsó bárány                        |                | David Hockney – Martin Gayford: A képek története, fordította Papolczy Péter, Pozsonyi Pagony Kiadó Anna Woltz: Alaska, fordította Rádai Andrea, Pozsonyi Pagony Kiadó Jean-Claude Mourlevat: A Visszafelé-folyó, fordította Tótfalusi Ágnes, Pozsonyi Pagony Kiadó Beatrix Potter: Nyúl Péter és barátai, fordította Szabó T. Anna és Dragomán György, Manó Könyvek Kiadó            | Csatlós Judit, muzeológus, a Kassák Múzeum munkatársa Győrei Zsolt, író, fordító, a Színház- és Filmművészeti Egyetem tanára, a Károli Gáspár Református Egyetem óraadó tanára Hansági Ágnes, irodalomtörténész, a Szegedi Tudományegyetem tanára Halupa-Tiba Gabriella, könyvtárostanár, a Könyvtárostanárok Egyesületének kitüntetett tagja Péterfy Gergely, író Sándor Enikő, a HUBBY elnökségi tagja                     |
| 2019 | Havasi Attila és Varró Dániel   | T.S. Eliot: Macskák                                 | Pagony Kiadó   | Frank Schwieger: Caesar és bandája, fordította Rácz Kata (Kolibri Kiadó) Markus Majaluoma: Apa, menjünk gombászni!, fordította Jankó Szép Yvette (Koinónia Kiadó ) Sam Copeland: Kicsi Charlie csirke lesz, fordította Pék Zoltán (Kolibri Kiadó) Sylvia Bishop: Az éjszakai vonat titka, fordította Kertész Edina (Manó Könyvek)                                                     | Csatlós Judit, muzeológus, a Kassák Múzeum munkatársa Győrei Zsolt, író, fordító, a Színház- és Filmművészeti Egyetem tanára, a Károli Gáspár Református Egyetem óraadó tanára Hansági Ágnes, irodalomtörténész, a Szegedi Tudományegyetem tanára Halupa-Tiba Gabriella, könyvtárostanár, a Könyvtárostanárok Egyesületének kitüntetett tagja Péterfy Gergely, író Tarr Ferenc, a HUBBY elnökségi tagja                      |
| 2018 | Todero Anna                     | Elisabetta Gnone: Olga, a papírlány                 | Móra Kiadó     | Feketeo – fordító: Petrikovics Edit (Scolar Kiadó) Pingvinkalauz – fordító: Orovec Krisztina (Forum Kiadó) Így mennek nálunk a dolgok – fordító: Patat Bence (Cser Kiadó) Nevermoor – fordító: Pék Zoltán (Kolibri Kiadó) | Kaposi Dorka, művészettörténész,a Deák17 Gyermek és Ifjúsági Művészeti Galéria vezetője Jeney Zoltán, HUBBY elnökségi tag, a Magyar Könyv- és Fordítástámogatási Iroda vezetője Mészáros Márton, irodalomtörténész, a Károli Gáspár Református Egyetem oktatója Návai Péter, az ELTE Radnóti Miklós Iskola magyar szakos tanára Péterfy Gergely, író, a zsűri elnöke Simon Krisztina, Könyvtárostanárok Egyesületének elnöke |
| 2017 | Molnár Zsófia                   | Christelle Dabos: A tél jegyesei                    | Kolibri Kiadó  | Caroline Solé: Szavazz rám, fordította Pacskovszky Zsolt, Móra Kiadó Erwin Moser: Tigrisbogár, fordította Nádori Lídia, Manó Könyvek Guus Kuijer: Polli 2., Derült égből boldogság, fordította Wekerle Szabolcs, Pagony Kiadó | Bacsó Péter – magyartanár, Eötvös József Gimnázium Hermann Zoltán – irodalomtörténész Pálfi Zsuzsanna – könyvtárostanár, Szentendrei Barcsay Jenő Általános Iskola Orosz Ildikó – újságíró, szerkesztő Varga Emőke – irodalomtörténész, főiskolai tanár Péterfy Gergely – író, a zsűri elnöke |
| 2016 | Lackfi János                    | Az informatikus kutyája                             | Móra Kiadó     | Jean-Philippe Arrou-Vignod: A repülő camembert, ford. Tótfalusi Ágnes, Manó Könyvek. Dr. Seuss: Ha lenne egy cirkuszom, ford. Szabó T. Anna, Kolibri. David Elliott: Ez Pött (az őskölök), ford. Dániel András, Betűtészta. J.M. Barrie: Pán Péter, ford. Szabó Luca, Móra. Jon J. Muth: Zen üzenetek, ford. Molnár Krisztina Rita, Betűtészta.                                       | Bánfi Csilla – könyvtárostanár, a HUBBY elnökségének tagja Révész Emese – művészettörténész Varga Betti – irodalomkritikus, tanár Herédi Károly – irodalomkritikus, a HÍD folyóirat szerkesztője Gombos Péter – főiskolai tanár, a HUNRA alelnöke Péterfy Gergely – író, a zsűri elnöke |
| 2015 | -                               | -                                                   | -              | Nem került kiosztásra. | - |
| 2014 | Nádori Lídia                    | Torzonborz újabb gaztettei                          | Kolibri Kiadó  | | Besze Barbara – kritikus Csájiné Knézics Anikó – tanító, Kucska Zsuzsanna – könyvtáros Rényi Krisztina – illusztrátor Szekeres Nikoletta – kritikus Gombos Péter – egyetemi oktató Pompor Zoltán – a HUBBY elnöke |
| 2013 | Pék Zoltán                      | Sally Gardner: A Hold legsötétebb oldala            | Kolibri Kiadó  | | |
| 2012 | Szabó T. Anna                   | Patrick Ness: Szólít a szörny                       | Vivandra Kiadó | | |
| 2011 | Győri Hanna                     | Beate Teresa Hanika: Soha senkinek                  | Móra Kiadó     | | |
| 2010 | Elekes Dóra és Greskovits Endre | Rudyard Kipling: Hogyvolt-mesék                     | Sziget Kiadó   | | |
| 2009 | Tóth Krisztina                  | Florence Jenner-Metz: Neked írok, apu!              | Csimota Kiadó  | | |
| 2008 | Pacskovszky Zsolt               | Timothée de Fombelle: Ágrólszakadt Tóbiás           | Móra Kiadó     | | |
| 2007 | -                               | -                                                   | -              | Nem került kiosztásra. | |
| 2006 | Merényi Ágnes                   |                                                     |                | | |
| 2005 | Kertész Judit                   | Hans Christian Andersen: Mesék                      | Park Kiadó     | | |
| 2004 | Tótfalusi István                | Henning Mankell műveinek fordításáért               | Móra Kiadó     | | |
| 2003 | -                               | -                                                   | -              | Nem került kiosztásra. | |
| 2002 | Papp Gábor Zsigmond             | Robert Louis Stevenson: Gyermekkert                 | Móra Kiadó     | | |
| 2001 | Székely Éva                     | az olasz gyermekirodalom fordításaiért              |                | | |
| 2000 | Tóth Tamás Boldizsár            | J.K. Rowling: Harry Potter sorozatának fordításáért | Animus Kiadó   | | |

### Év Leginnovatívabb Könyve díj
Ebben a kategóriában olyan könyveket díjaz a zsűri, amelyek valamilyen szempontból újítónak számítanak, a gyerek- és ifjúsági irodalom új útjait, lehetőségeit mutatják. Ennélfogva itt eredeti magyar és fordított külföldi könyv is díjazásra kerülhet.

| Év   | Szerző/Szerkesztő                 | Cím                           | Kiadó                       | Jelöltek | A győztes könyv innovációja                                     |
| ---- | --------------------------------- | ----------------------------- | --------------------------- | --- | --------------------------------------------------------------- |
| 2022 |                                   |                               |                             | Kollár Árpád - A nagy Lötty, Kövér Béla Bábszínház Kiss Bea - Hangok mindenhol laknak, Editio Musica Képtelen képrablás, Pagony Kiadó |                                                                 |
| 2021 | Agócs Írisz                       | Rajzolj egy krumplit! 3.      | Pagony Kiadó                | Kollár Árpád: Félbevágott március, Csimota Könyvkiadó Turi Lilla: Amire emlékszem, Csimota Könyvkiadó Lovász Andrea (szerk.): Tengerecki – kalandok Magyarországon, Cerkabella Kiadó Dr. Pászt Patrícia (szerk.): Mennyek és pokol, Móra Könyvkiadó Agócs Írisz: Rajzolj egy krumplit! 3., Pagony Kiadó                                                                         | Vizuális nevelés játékosan.                                     |
| 2020 | Ughy Szabina (szerk.)             | Amikor a kukák világgá mentek | Móra Kiadó                  | Lehetnék bárki, szerkesztette Péczely Dóra, Pozsonyi Pagony Kiadó Meseország mindenkié, szerkesztette Nagy M. Boldizsár, Labrisz Leszbikus Egyesület | Mesés antológia a környezetvédelem jegyében.                    |
| 2019 | Papolczy Péter                    | Hogyne szeretnélek!           | Pagony Kiadó                | Ezentúl lesz banán!, szerkesztette Kovács Eszter, kiadta a Tilos az Á Könyvek Szabó T. Anna: Játék a városban, illusztrálta Molnár Jacqueline, kiadta az Óbudai Múzeum Lőrincz László: 25 szelfi az Árpád-korból, illusztrálta Bertóthy Ágnes, Rátkai Kornél, kiadta a Kolibri Kiadó A kőleves, a feldolgozó Papírszínházat fogyatékkal élő gyerekek készítették, Csimota Kiadó | Újszerű fordítások, széleskörű háttérinformációkkal kiegészítve |
| 2018 | Rofusz Kinga                      | Otthon                        | Vivandra Kiadó              | Plüssinvázió – Ken Derby, Kocsis Eszter (Cser Kiadó) Hallod? – Diósi Annamária (Csimota Kiadó) Állati illemtan – Egri Mónika (Naphegy Kiadó) Budapest off – szerkesztette Péczely Dóra (Tilos az Á) Most én olvasok! sorozat (Pagony Kiadó) | Szöveg nélküli képeskönyv                                       |
| 2017 | Péczely Dóra (szerk.)             | Szívlapát                     | Tilos az Á Könyvek – Pagony | Barna Hajnal, Franck Pavloff – Grela Alexandra, fordította Piróth Attila, Csimota Könyvkiadó A házicsoki színe, Molnár Krisztina, Koinónia Kiadó Világvége alsó, szerkesztette Kertész Edina, Naphegy Kiadó Az első, szerkesztette Csapody Kinga, Nagy Boldizsár, Menő Könyvek                                                                                                  | Széles körű antológia kortárs versekből 16 éven felülieknek     |
| 2016 | Stefanik Krisztina – Bartos Erika | Csillagbusz                   | Autispektrum Egyesület      | Berger kiadó, Nyulász Péter: Berger szimat szolgálat Csimota kiadó, Győri Bori – Szamarasz Vera Zoé: Nézd, ez én vagyok! Naphegy kiadó, Mészöly Ágnes: Ez egy ilyen nap Scolar kiadó, Nagy Diána: Japán-Magyar képes szótár TilosazÁ kiadó, Nényei Pál: Az irodalom visszavág (2) Trappancs Egyesület, Új élet, új mosoly Kolibri kiadó, Tittel Kinga: Mesélő Budapest          | Érzékenyítő könyv az autizmusról                                |

### Év Ismeretterjesztő Könyve díj
A 2021. évi díjkiosztó óta létező kategória, ahol az ismeretterjesztő könyvek kerülnek díjazásra.

| Év   | Szerző/Szerkesztő                                            | Cím                             | Kiadó                    | Jelöltek |
| ---- | ------------------------------------------------------------ | ------------------------------- | ------------------------ | --- |
| 2022 |                                                              |                                 |                          | Vibók Ildi: A szuperdió, Pagony Kiadó (ill.: Mayer Tamás) Bajzáth Mária: Kerek élet fája, Lampion (ill.: Gyetkó Krisztina) Kalas Györgyi: Pavlova kisasszony és a dobostorta, Pagony Kiadó (ill.: Horváth Ildi) |
| 2021 | Megosztva: Fenyő D. György (ill.: Gráf Dóra) Boncsér Orsolya | Útikalauz a vershez Fotózni jó! | Pagony Kiadó magánkiadás | Boncsér Orsolya: Fotózni jó!, magánkiadás Fenyő D. György: Útikalauz a vershez, Pagony Kiadó (ill.: Gráf Dóra) Tarr Ferenc: Harmónia, a zenék birodalma, Pagony Kiadó (ill.: Baranyai B. András) Agócs Írisz: Markó bácsi kertje, Pagony Kiadó Kalas Györgyi: Sandwich grófja és a nápolyi pizza, Pagony Kiadó (ill. Horváth Ildi)                                                                                         |
| 2020 | Tittel Kinga (ill.: Garaczi Glória)                          | A Duna kincsei                  | Kolibri Kiadó            | Bodó Iván: Balatoni halmesék, Scolar Kiadó (könyvtervező: Rajka Mária) Deme Edina: 17. század – Korszakok a múzeumban, Szépművészeti Múzeum (Kun Fruzsina rajzaival) Cser Judit: Karácsony a múzeumban, Szépművészeti Múzeum (Kun Fruzsina rajzaival) Lőrinc László: 25 szelfi a török korból, Kolibri Kiadó (Rátkai Kornél rajzaival) Vibók Ildi: Szeretnék egy aranyhalat, Pozsonyi Pagony Kiadó (Mayer Tamás rajzaival) |

## Diákzsűri díjazottjai
A 2018. évi díjátadó, azaz a 2017-es Év Gyerekkönyve díj óta kerül kiosztásra a Diákzsűri díja is, mely a fordítói kategória kivételével ugyanazokban a kategóriákban kerülnek kiosztásra. 

| Év   | Év Gyerekkönyv írója                                   | Év Ifjúsági írója                                              | Év Illusztrátora                                        | Év Leginnovatívabb Könyve                                                      |
| ---- | ------------------------------------------------------ | -------------------------------------------------------------- | ------------------------------------------------------- | ------------------------------------------------------------------------------ |
| 2021 | Kiss Ottó: A bátyám öccse (Pagony)                     | Dóka Péter (szerk.): Janikovszky Éva: Naplóm, 1938-1944 (Móra) | Dániel András: Nincs itt semmi látnivaló (Pagony)       | Nagy M. Boldiszár (szerk.): Meseország mindenkié (Labrisz Leszbikus Egyesület) |
| 2020 | Nem került kiosztásra.                                 | Nem került kiosztásra.                                         | Nem került kiosztásra.                                  | Nem került kiosztásra.                                                         |
| 2019 | Bán Zsófia: Vagánybagoly & a harmadik Á (Pagony)       | Berg Judit: Az őrzők (Ecovit)                                  | Paulovkin Boglárka: Az orrszarvú és a madarak (Pagony)  | Lőrinc László: 25 szelfi az Árpád-korból (Kolibri )                            |
| 2018 | Kiss Judit Ágnes: Babaróka ajándéka (Pagony)           | Papp Dóra: Bolyongó (Ciceró)                                   | Farkas Róbert: Első könyvem a fénysebességről (Kolibri) | Rofusz Kinga: Otthon (Vivandra)                                                |
| 2017 | Schmidt Cecília: Egyik kutya, másik eb (Csimota Kiadó) | Schmidt Cecília: Egyik kutya, másik eb (Csimota Kiadó)         | Schmidt Cecília: Egyik kutya, másik eb (Csimota Kiadó)  | Schmidt Cecília: Egyik kutya, másik eb (Csimota Kiadó)                         |

## HUBBY-díj
Az Év Gyerekkönyve díj keretén belül kerül kiosztásra a HUBBY-díj is, mely egy, a gyerekirodalom területén régóta meghatározó írónak vagy szerkesztőnek, illetve egy illusztrátornak kerül odaítélésre a HUBBY elnökségének megítélése alapján.

| Év   | Irodalmi díj      | Illusztrátori díj   | Kiadói díj      |
| ---- | ----------------- | ------------------- | --------------- |
| 2021 | Pacskovszky Zsolt | Baranyai (b) András |                 |
| 2020 |                   |                     | Csimota Kiadó   |
| 2019 | Wéber Anikó       | Máray Mariann       | Csirimojó Kiadó |
| 2018 | Miklya Zsolt      | Kürti Andrea        |                 |
| 2017 | Mészöly Ágnes     | Herbszt László      |                 |
| 2016 | Kertész Erzsi     | Nagy Norbert        |                 |